# Élection présidentielle burundaise de 2020
L'élection présidentielle burundaise de 2020 a lieu le 20 mai 2020 afin d'élire le président de la République du Burundi. Des élections législatives et municipales ont lieu en même temps que le premier tour.
Le pays connaît depuis cinq ans une crise politique violente, les opposants au régime sont brutalement réprimés et près de 25 000 personnes ont dû fuir le pays. Cette crise politique se double d'une grave crise économique, qui devient le sujet principal de la campagne. Les élections ne sont pas reportées malgré la pandémie de Covid-19 qui touche le pays ; l'opposition s'inquiète du fait que la situation sanitaire ne permet pas la venue d'observateurs étrangers pour le déroulement du scrutin.
Le président Pierre Nkurunziza, au pouvoir depuis quinze ans, ne se représente pas, préférant passer la main à son dauphin désigné, Évariste Ndayishimiye. Ce dernier devient sans surprise le favori du scrutin, avec l'opposant Agathon Rwasa, arrivé second à la présidentielle de 2015.
Ndayishimiye l'emporte dès le premier tour avec un peu plus de 68 % des suffrages, ce qui conduit, malgré la mort subite de Pierre Nkurunziza le 8 juin, à la première passation de pouvoir démocratique burundaise depuis l'indépendance du pays 58 ans plus tôt. 

## Contexte

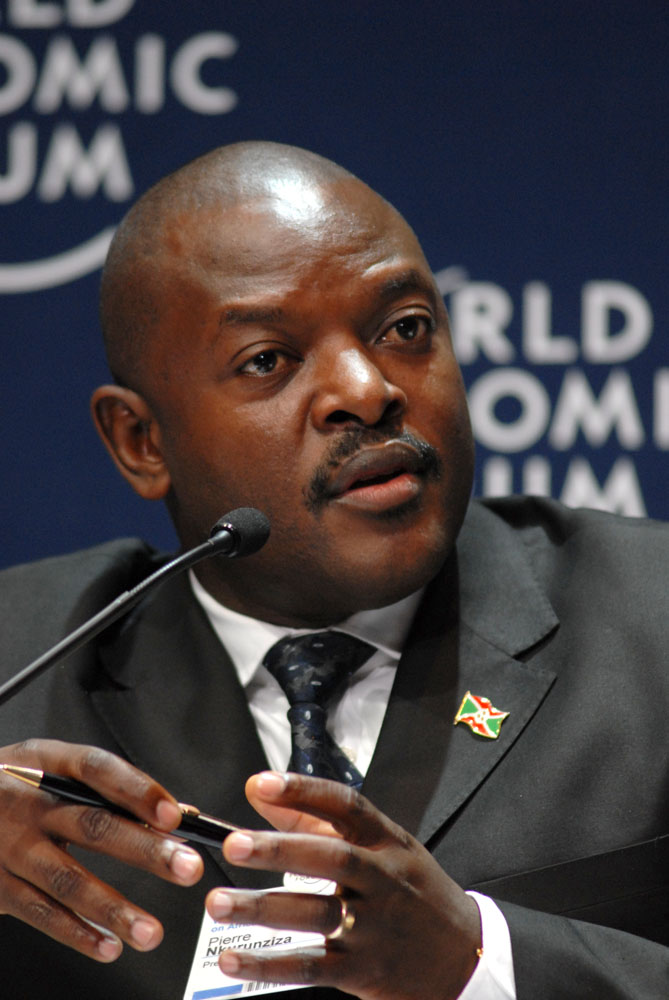
Pierre Nkurunziza.

Le scrutin intervient dans la continuité de la réélection très controversée du président Pierre Nkurunziza en 2015, ayant débouché sur une crise pré puis post-électorale précédée d'une tentative avortée de coup d'État de la part d'une partie de l'armée, et d'une vive remontée des tensions interethniques au Burundi.

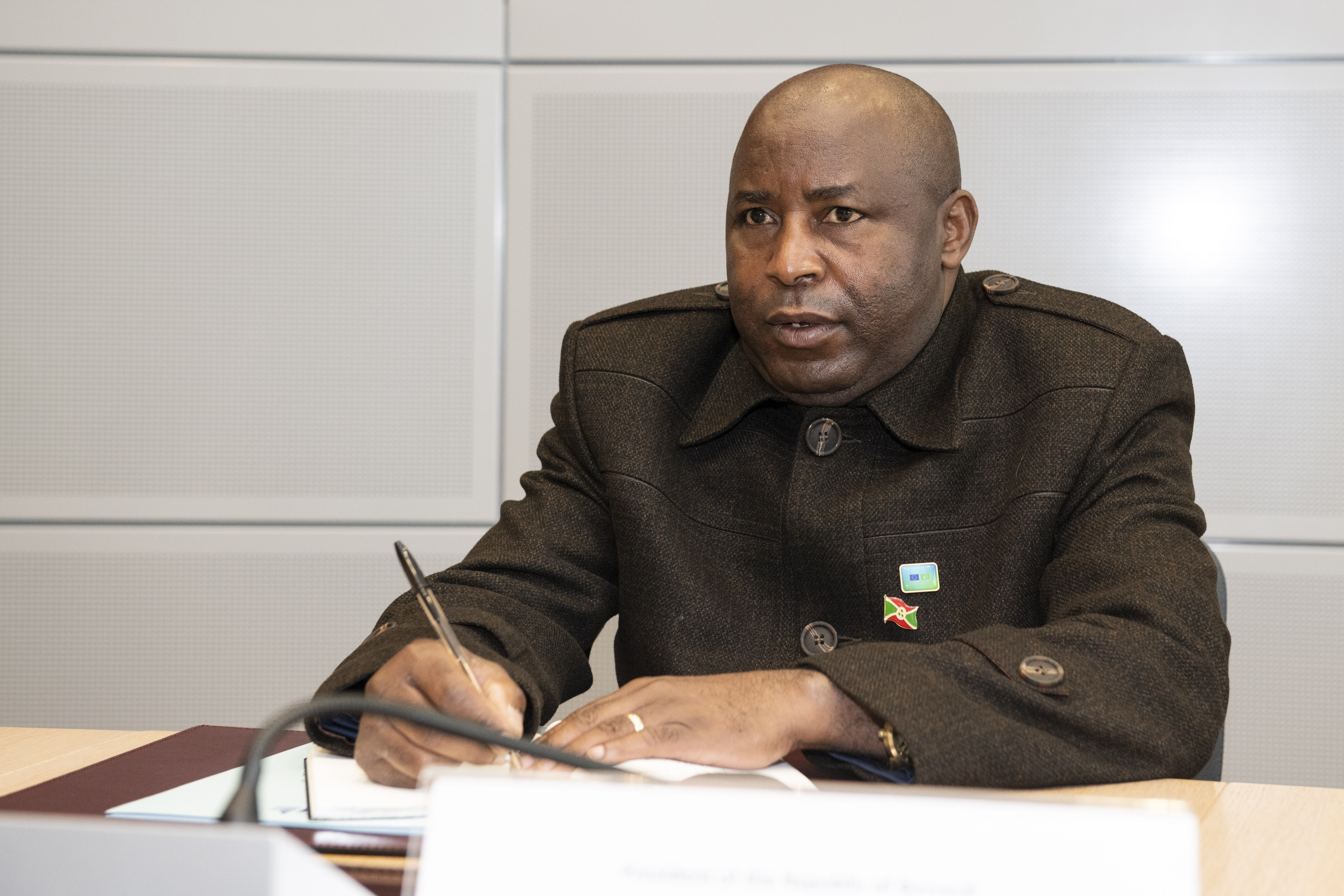
Président du burundi

Pierre Nkurunziza est au pouvoir depuis son élection en 2005. Réélu en 2010 pour un second mandat de cinq ans, il annonce en 2015 se présenter pour un troisième mandat, malgré la limite constitutionnelle à deux mandats, consécutifs ou non. Le 5 mai, la Cour constitutionnelle valide pourtant cette candidature. Cette décision suscite une importante controverse. Son vice-président, dénonçant « des pressions énormes et même des menaces de mort », démissionne et s’enfuit du pays. De grandes manifestations sont organisées dans le pays. 

### Tentative de coup d'État
Le 13 mai 2015, le général Godefroid Niyombare, ancien chef d'état-major des armées, issu du CNDD-FDD, annonce un coup d'État sur une radio privée pendant que le président Nkurunziza est en déplacement à Dar es Salam, en Tanzanie pour un sommet consacré à la crise politique au Burundi. La présidence burundaise dément aussitôt le coup d'État et annonce le retour du président. Le général putschiste ordonne la fermeture des frontières et de l'aéroport de Bujumbura.
Le 14 mai cependant, les putschistes échouent à prendre le contrôle de la RTNB, qui reste aux mains des loyalistes. Des combats ont lieu aux sièges d'autres médias, tels que la RPA. Le soir, l'entourage de Pierre Nkurunziza annonce que le président est rentré au Burundi. Plusieurs meurtres, visant des personnalités politiques ou militaires, de l'opposition ou du camp présidentiel ont lieu.
Le 24 juillet, Pierre Nkurunziza est proclamé vainqueur dès le premier tour de l'élection présidentielle burundaise de 2015 par la Commission électorale nationale indépendante, avec 69,41 % des suffrages. Agathon Rwasa arrive en seconde position avec 18,99 % des voix, malgré son appel initial à boycotter l’élection. La crise politique qui se poursuit fait plus de 1 200 morts et 400 000 réfugiés entre avril 2015 et mai 2017, d'après les estimations de la Cour pénale internationale (CPI), qui ouvre une enquête sur ces événements.

### Référendum de 2018

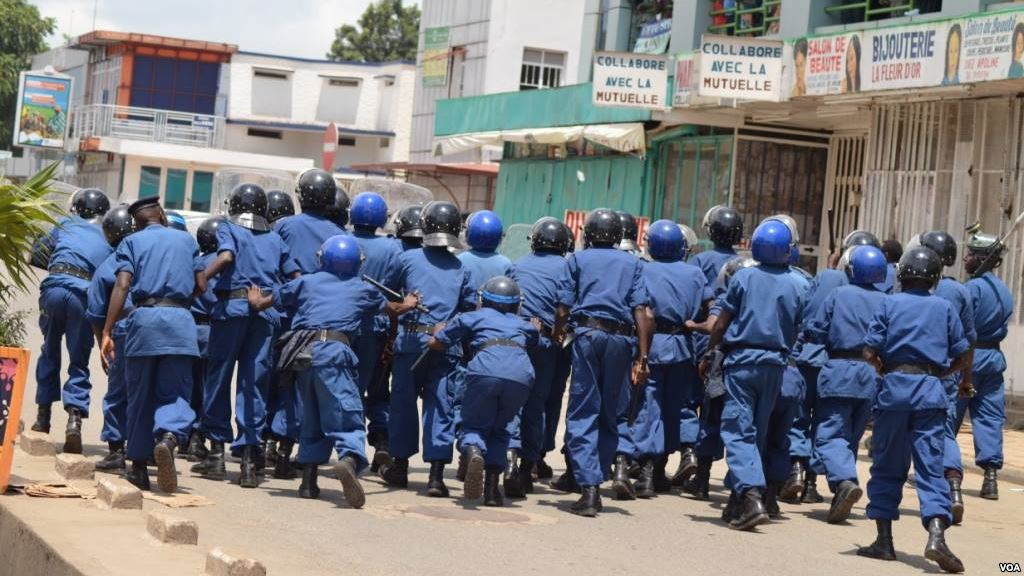
Policiers burundais pourchassant des manifestants en avril 2015.

Un référendum constitutionnel est organisé le 17 mai 2018. Les électeurs sont amenés à se prononcer sur une modification de la Constitution visant principalement à permettre au président Pierre Nkurunziza de se présenter pour un quatrième mandat, dont la durée serait allongée par un passage du quinquennat au septennat. La campagne électorale pour le référendum est marquée en janvier 2018 par des arrestations d'opposants par le pouvoir burundais,,. Le projet d'amendement de la constitution est approuvé par 79,08 % des votants, pour un taux de participation de 96,20 %.
L'amendement crée un poste de Premier ministre et effectue le passage du quinquennat au septennat pour le mandat du président de la République, qui reste non renouvelable plus d'une fois, mais seulement de manière consécutive. En remettant les compteurs constitutionnels à zéro, cette réforme permet néanmoins au président en exercice Pierre Nkurunziza de briguer un quatrième mandat en 2020 après trois quinquennats. De fait, l'accord d'Arusha est de nouveau altéré, celui-ci interdisant à un président le maintien au pouvoir plus de dix ans. 
De même, il est mis fin au système des deux vice-présidences réparties entre les communautés hutu et tutsi, un seul vice-président restant désormais, privé de la majorité de ses attributions. Au niveau législatif, enfin, le seuil d'adoption des lois passe des deux tiers à la majorité absolue, mettant fin à une disposition à l'époque mise en place pour forcer au consensus entre les deux ethnies. Les quotas de 60 % de Hutus et 40 % de Tutsis au gouvernement et au Parlement, ainsi que la parité dans l'armée et la police sont néanmoins maintenus. Enfin, le texte prévoit également la possibilité de rétablir la monarchie.

### Non candidature de Nkurunziza

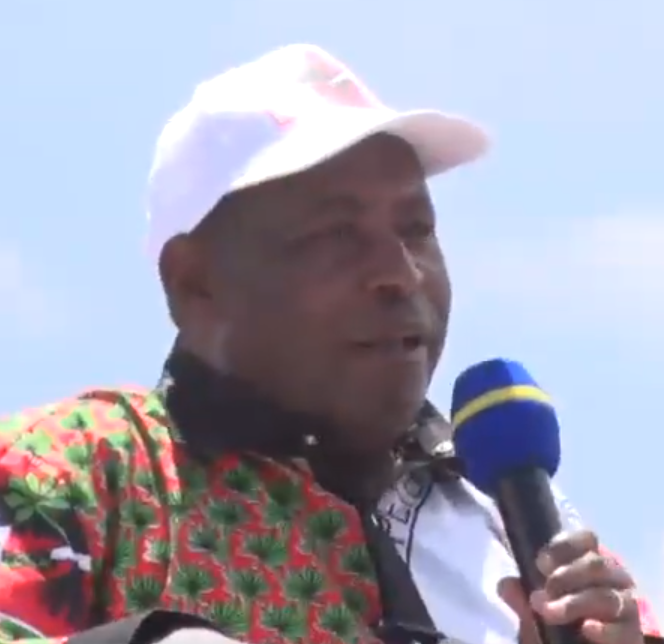
Évariste Ndayishimiye.

À la surprise générale, Pierre Nkurunziza annonce le 7 juin 2019 ne pas être candidat à sa succession en 2020, malgré le feu vert de sa révision constitutionnelle. Rappelant sa promesse en 2015 de ne pas chercher à se maintenir après son troisième mandat, il assure ne pas avoir l'intention de revenir dessus. L'opposition reste cependant prudente, mettant en doute la parole du chef d'État après les événements de 2015 et la rupture de l'Accord d'Arusha. Nkurunziza demeure toutefois le « guide suprême éternel » de son parti, le Conseil national pour la défense de la démocratie-Forces de défense de la démocratie (CNDD-FDD).
L'isolement régional et international dont fait l'objet le pays a des conséquences désastreuses sur son économie, de même que la répression sur son image à l'international, ce qui aurait incité le parti au pouvoir à pousser Nkurunziza vers la sortie afin de le remplacer par un nouveau président plus présentable. Les délégués du CNDD-FDD choisissent leur candidat à la présidence lors d'un congrès organisé le 26 janvier 2020 à Gitega, dans le centre du pays. Leur choix se pose sur Évariste Ndayishimiye, général  de 52 ans dont le discours reflète la tournure chrétienne évangélique prise par le parti depuis la crise de 2015. Ndayishimiye assure ainsi avoir reçu des « signes » de « Dieu le Tout-Puissant » pour ce « destin hors du commun », tel le passage d'un pigeon s'étant posé sur la tête de son épouse,,. Il est cependant préféré par les généraux au président de l'assemblée nationale, Pascal Nyabenda, qui avait les faveurs de Nkurunziza. Du fait de la répression exercée à l'encontre de l'opposition, Ndayishimiye apparait comme le grand favori du scrutin, tout en étant considéré comme plus modéré que le président sortant. 

### Pandémie de coronavirus
Le gouvernement burundais maintient le scrutin malgré la progression de la Pandémie de Covid-19, qui contraint la quasi-totalité des autres pays à reporter les leurs. Le premier vice-président Gaston Sindimwo va jusqu'à qualifier les partisans d'un report d'« ennemis de la démocratie », affirmant que la pandémie n’empêchera pas les élections car les burundais sont « un peuple béni par Dieu ».

## Calendrier électoral
La Commission électorale nationale indépendante (Ceni) rend public en novembre 2019 le chronogramme des élections. Le scrutin présidentiel est organisé le 20 mai 2020 en même temps que les législatives et les municipales, avec un second tour éventuel le 19 juin. Elles sont précédées d'une révision des listes électorales du 9 au 12 décembre 2019, suivi d'un décret de convocation des électeurs le 20 février 2020, et d'une période de dépôt des candidatures du 25 février au 5 mars, pour une liste définitive des candidats arrêtée le 21 mars. La campagne électorale de l'ensemble des scrutins présidentiels, parlementaires et municipaux s'étale du 27 avril au 17 mai.
Enfin, les résultats provisoires sont attendus pour le 26 mai, et ceux définitifs le 4 juin, pour une prestation de serment du président élu le 20 aout 2020.

## Mode de scrutin
Le président burundais est élu pour un mandat de sept ans au scrutin uninominal majoritaire à deux tours. Si aucun candidat ne recueille la majorité absolue des suffrages exprimés, un second tour est organisé sous quinze jours entre les deux candidats arrivés en tête, et celui recueillant le plus de suffrages est déclaré élu. 
Le mandat de président n'est renouvelable qu'une seule fois de manière consécutive, l'article 97 de la constitution contenant le passage « Nul ne peut exercer plus de deux mandats consécutifs ». Cette disposition ne s'applique cependant pas aux mandats effectués avant la modification de la constitution par référendum en  mai 2018,.
Le mandat de sept ans du président élu débute le jour de son investiture. L'élection présidentielle est quant à elle organisée dans un intervalle allant du mois précédant la fin des sept années de mandat du président sortant à trois mois suivant cette date. Dans ce cas, le président sortant reste en fonction jusqu'à l'investiture de son successeur. Les présidents en exercice ayant officiellement déposé leur candidature à leur succession ne peuvent plus dissoudre le parlement ni légiférer par décret-loi jusqu'au jour de l'élection.
Les candidats à la présidence doivent être âgés d'au moins quarante ans, posséder la seule citoyenneté burundaise et ce depuis la naissance, résider sur le territoire national, être en pleine possession de leurs droits civiques, et ne pas avoir de casier judiciaire ayant conduit à une peine de prison. Les candidats ne peuvent par ailleurs pas se déclarer indépendants s'ils ont appartenu à un parti politique au cours des deux années précédant le scrutin, et doivent obtenir les parrainages d'au moins deux cents personnes répondant elles-mêmes aux conditions de candidature à l'assemblée nationale.

## Résultats
|                          | Évariste Ndayishimiye    | CNDD–FDD                 | 3 082 210 | 71,45 |  |  |
|                          | Agathon Rwasa            | CNL                      | 1 084 788 | 25,15 |  |  |
|                          | Gaston Sindimwo          | UPRONA                   | 73 353    | 1,70  |  |  |
|                          | Domitien Ndayizeye       | CKB                      | 24 470    | 0,57  |  |  |
|                          | Léonce Ngendakumana      | FRODEBU                  | 21 232    | 0,49  |  |  |
|                          | Dieudonné Nahimana       | Indépendant              | 18 709    | 0,43  |  |  |
|                          | Francis Rohero           | Indépendant              | 8 942     | 0,21  |  |  |
|                          |                          |                          |           |       |  |  |
| Votes valides            | Votes valides            | Votes valides            | 4 313 704 | 96,18 |  |  |
| Votes blancs             | Votes blancs             | Votes blancs             | 87 534    | 1,95  |  |  |
| Votes nuls               | Votes nuls               | Votes nuls               | 83 690    | 1,87  |  |  |
| Total                    | Total                    | Total                    | 4 484 928 | 100   |  |  |
| Abstention               | Abstention               | Abstention               | 628 490   | 12,29 |  |  |
| Inscrits / participation | Inscrits / participation | Inscrits / participation | 5 113 418 | 87,71 |  |  |

## Suites

### Annonce des résultats

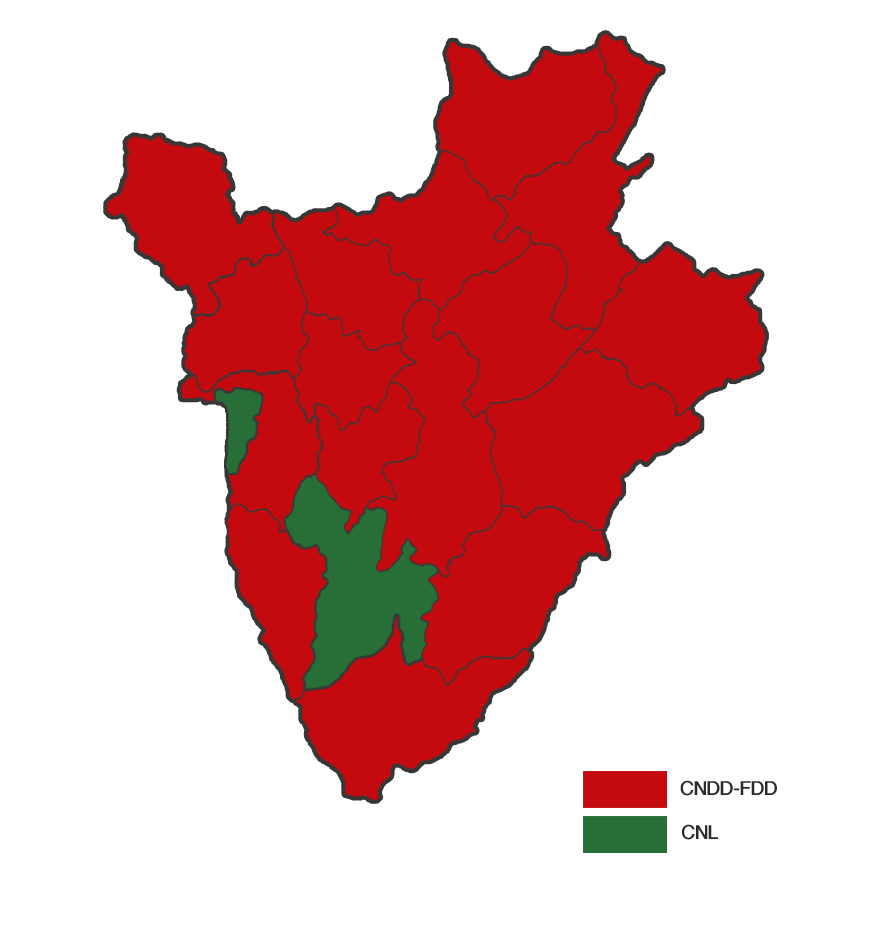
Candidats arrivés en tête par province.

Le général Évariste Ndayishimiye — considéré comme plus modéré que son prédécesseur — est élu dès le premier tour avec une large avance sur le principal candidat de l'opposition, Agathon Rwasa, qui qualifie les résultats de « mascarade électorale »,. Ses recours sont rejetés le 4 juin par la Cour constitutionnelle, qui les jugent insuffisamment appuyés de preuves avant de valider les résultats définitifs donnant Évariste Ndayishimiye vainqueur. Sa prise de fonction est fixée au 20 aout 2020,.
Ndayishimiye succède ainsi à 52 ans au président Pierre Nkurunziza, qui demeure néanmoins « Guide suprême du patriotisme » et garde une importante influence sur le pouvoir politique du pays. La passation de pouvoir — qui doit être la première à avoir lieu entre deux présidents élus depuis l'indépendance du Burundi en 1962 — est alors prévue pour le 20 août suivant.

### Transition
La transition est cependant modifiée le 9 juin 2020, lorsque le gouvernement annonce la mort de Pierre Nkurunziza, survenue le 8 juin 2020 à l’hôpital du Cinquantenaire Natwe Turashoboye de Karuzi à la suite d'un « arrêt cardiaque » peu de temps avant la passation de pouvoir prévue pour le mois d'août. Le communiqué indique que cet arrêt cardiaque est consécutif à un malaise survenu le 6 juin. Pourtant, la veille, des sources gouvernementales avaient démenti les rumeurs sur son état de santé, tandis que des sources le disaient lui-même atteint du coronavirus SARS-CoV-2, et dans un état grave. Un deuil national de sept jours est décrété à partir du 9 juin. Les circonstances du décès du président sortant amènent de nombreux observateurs à avancer l'hypothèse d'une contagion par le coronavirus, que le gouvernement chercherait à cacher en raison de sa négation de la pandémie au cours des mois précédents,. Le 30 mai 2020, son épouse est évacuée vers le Kenya pour des raisons médicales, après avoir été infectée par le Covid-19,,.
Gouvernement et opposition sont en désaccord quant à la succession et à la suite des événements. Alors que le gouvernement planche sur une investiture anticipée de Ndayishimiye, l'opposition exige que le président de l'Assemblée nationale, Pascal Nyabenda, assure l'intérim et convoque un nouveau scrutin,. Le 11 juin, du fait que le pays se trouve dans une situation de transition constitutionnelle, le gouvernement et les deux vice-présidents saisissent la Cour constitutionnelle pour constater la vacance présidentielle et indiquer la marche à suivre. Dans les faits, un comité de crise, composé de généraux et de membres du parti au pouvoir, se réunit pour trancher la succession, entre une investiture rapide du président élu, un intérim jusqu'en août ou encore un intérim écourté. Le Soir affirme qu'en réalité, le président de l'Assemblée nationale et le président élu ont également été contaminés par le coronavirus.
Le 12 juin, la Cour constitutionnelle du Burundi estime qu'une période d'intérim n'est pas nécessaire, et ordonne d'investir « le plus rapidement possible » Évariste Ndayishimiye. La décision est largement attribuée au comité de crise. La vacance du pouvoir s'étend ainsi du 8 au 18 juin. La Cour constitutionnelle décide de ne pas recourir à une présidence par intérim du président de l'Assemblée, Pascal Nyabenda, comme pouvait le prévoir la Constitution, arguant de l'existence d'un président élu. La juridiction décide cependant d'avancer du 20 août au 18 juin la prise de fonction d'Évariste Ndayishimiye,. 

### Investiture
L'investiture a lieu le 18 juin, dans le stade Ingoma de Gitega. Le nouveau gouvernement, qui comporte Prosper Bazombanza pour vice-président et Alain-Guillaume Bunyoni pour Premier ministre, est approuvé par le parlement sortant le 23 juin, avant l'entrée en fonction de la nouvelle législature le 20 août. Des élections sénatoriales sont entretemps organisées le 20 juillet.